# あの夜行バスに乗って

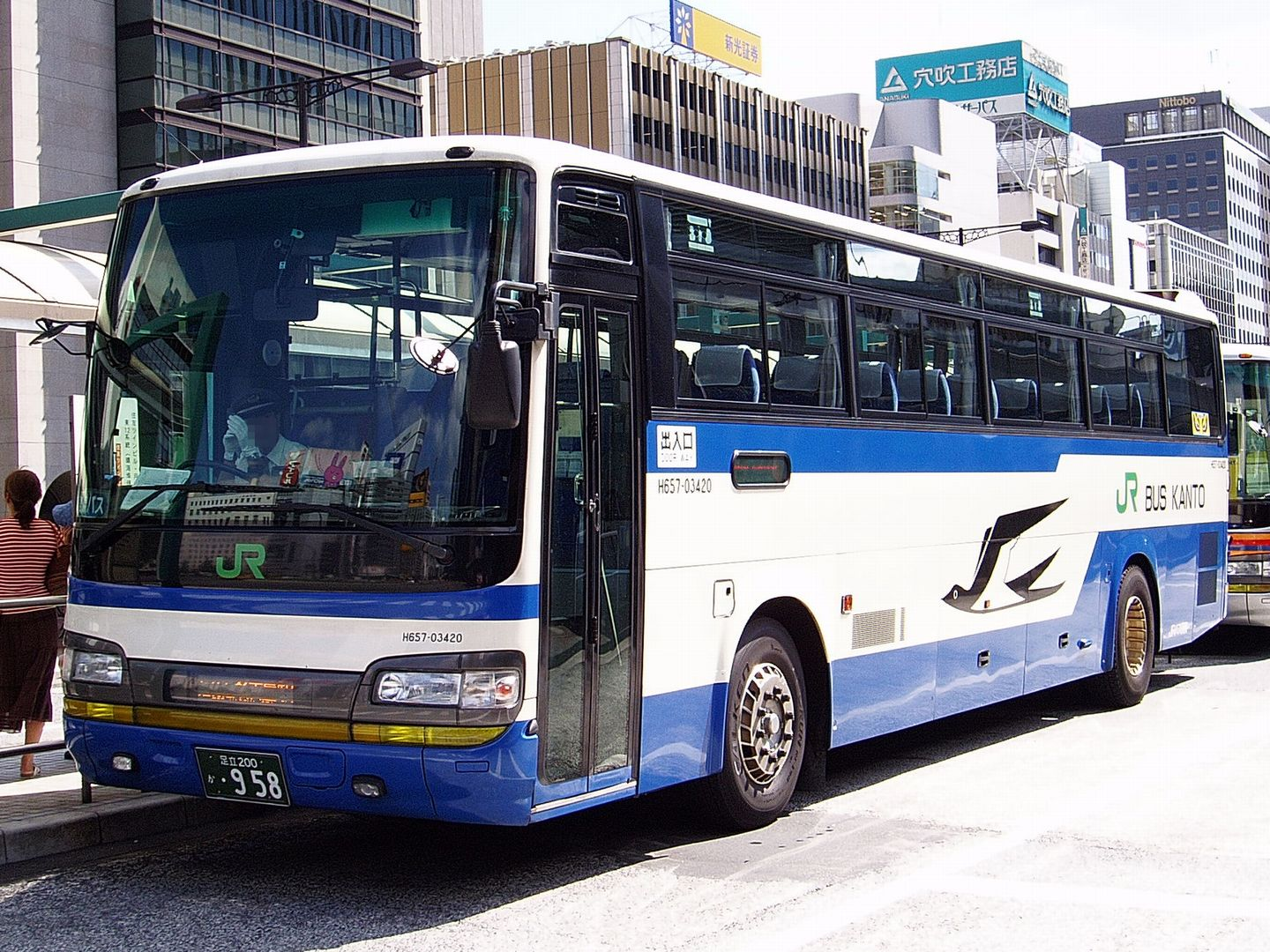
「14歳の約束」で登場する車両と同形式車両

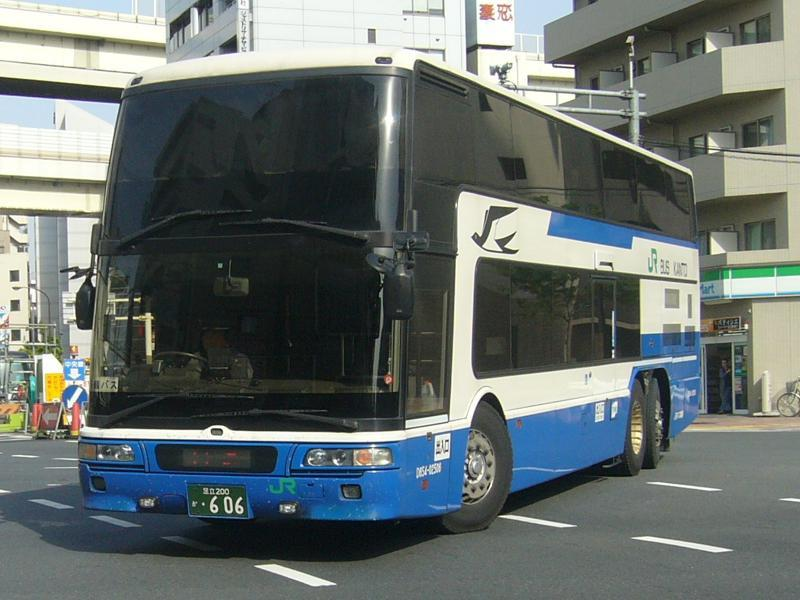
「20歳の誓い」で登場する車両と同形式車両

『あの夜行バスに乗って』（あのやこうバスにのって、英称:On that nightiy bus）は、森脇葵による日本の漫画作品である。

## 概要
講談社発行の森脇葵第三のコミックとなる当作品は名古屋市に在住する男女が東京都へ向かいデートするという中学編と20歳になってからのストーリーの2部構成からなっている。

## サブタイトル
1. 14歳の約束（『Chu♥Girl』2006年夏号掲載[1]）
2. 20歳の誓い（『ザ・デザート』2007年9月号掲載[1]）

## 登場人物
塚本 由紀椰（つかもと ゆきや）
主人公。小学六年生の時に二人の女性から告白される等比較的もてるタイプであった。中学二年生の際に同じクラスの野上柚に初めてラブレターを書いた。Dessertという雑誌で撮影を依頼され、掲載された。それを期に原宿に向かう。経費を抑えるために中央ライナーで上京する決意をした。原宿では怖いお兄さんに喝あげされるが、5,000円払って逃げ出した。しかし中央ライナー最終便に乗り遅れてしまい、柚とともにニュードリーム名古屋号で名古屋へ帰り翌日学校で「新婚旅行」とからかわれた。
20歳になってからは、しばらく堕落した生活であったが、柚を追いカメラマンとなる。
野上 柚（のがみ ゆず）
都会にあこがれている少女。由紀椰からのラブレターをうれしく思っている。家庭の事情で突如転校することとなり、20歳になってからは東京でモデルの仕事をしている。

## 本作品に登場するバスの特徴
当作品に登場する高速バスはジェイアールバス関東の車両であると一目でわかるものであり、14歳の約束では日野・セレガと思われるハイデッカー車両が描かれ、20歳の誓いでは三菱ふそう・エアロキングと思われる車両が描かれている。
実際のニュードリーム名古屋号は独立3列シートであるが、当作品に登場する車両の車内は4列シート使用の車両となっている。

## 書誌情報
- 森脇葵『あの夜行バスに乗って』講談社〈KCデザート〉、2007年10月12日発売[1]、ISBN 978-4-06-365476-9